# Mehmet Yıldız (Politiker)

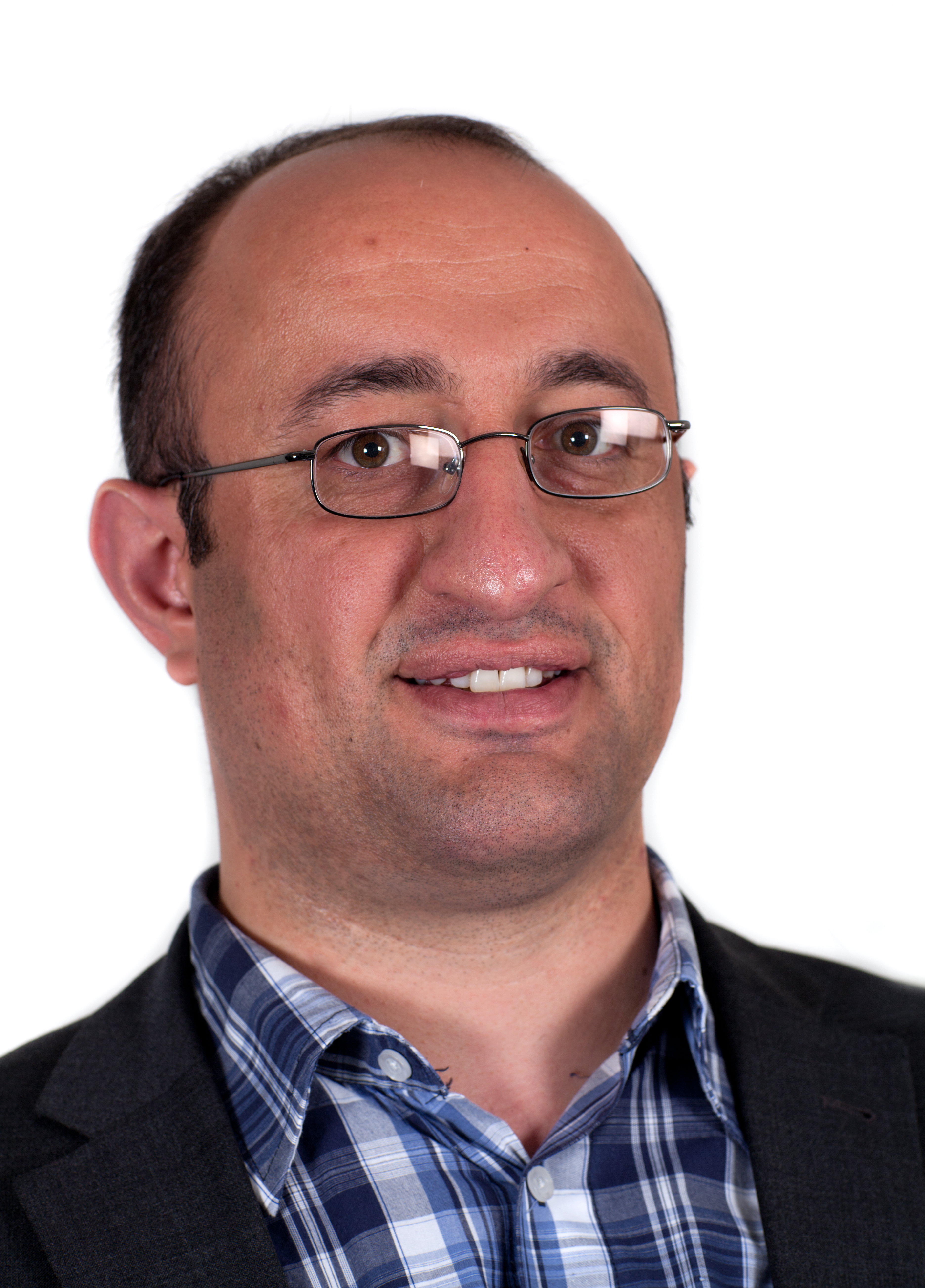
Mehmet Yıldız im Juni 2011.

Mehmet Yıldız (* 2. Oktober 1977 in Kayseri, Türkei) ist ein türkisch-deutscher Politiker (parteilos, bis 2024 Die Linke) kurdischer Herkunft. Er war von 2008 bis 2025 Mitglied der Hamburgischen Bürgerschaft.

## Leben
Yıldız wurde 1977 als Kind einer kurdischen Arbeiterfamilie in der Türkei geboren und besuchte dort von 1984 bis 1988 die Grundschule und bis 1990 die Realschule. Im Alter von zwölf Jahren zog er nach Deutschland. Im Jahr 1993 machte er den Hauptschulabschluss auf einer Gesamtschule. Vorher besuchte er 1991/92 die Multinationale Vorbereitungsklasse. Er absolvierte von August 1993 bis Januar 1997 eine Lehre zum Elektroinstallateur. Bis zum März 2008 war er als Kommissionierer tätig.

## Politik
Yıldız, der auch Mitglied der IG Bau ist, engagiert sich beim Demokratischen Arbeiterverein (DIDF), deren Mitglieder größtenteils türkischer und kurdischer Herkunft sind. 
Bei der Bürgerschaftswahl 2008 zog er als parteiloser Kandidat der DIDF von Platz 6 der Landesliste der Partei Die Linke in das Parlament ein. Im April 2009 erklärte er seinen Eintritt in Die Linke. Bei der Bürgerschaftswahl 2011 errang er ein Direktmandat im Wahlkreis Billstedt – Wilhelmsburg – Finkenwerder. Er war Fachsprecher für Migration, Sport, Kinder, Jugend und Familie. Für seine Fraktion saß er in der 20. Legislaturperiode im Familien-, Kinder- und Jugendausschuss, im Sportausschuss sowie im Untersuchungsausschuss „Yağmur“. Weiterhin war er stellvertretendes Mitglied im Innenausschuss und war zuvor Obmann seiner Fraktion im Sonderausschuss zum Tod des Mädchens Chantal. 
Bei der Bürgerschaftswahl 2015 errang er erneut ein Direktmandat im Wahlkreis 2. Er ist in der 21. Wahlperiode kinder- und sportpolitischer Sprecher seiner Fraktion. Yıldız gelang am 23. Februar 2020 erneut der Einzug in die Hamburgische Bürgerschaft.
In einem Interview mit dem Magazin Avrupa Postası am 18. März 2020 äußerte er die Verschwörungstheorie, das Coronavirus sei von den USA „in einem Labor hergestellt“ worden, um „China aufzuhalten und den Klassenkampf von oben zu verschärfen“. Die Hamburger Fraktionsführung distanzierte sich von den Aussagen.
Im Februar 2022 verließ Yıldız die Linksfraktion. Er begründete diesen Schritt mit jahrelangen Konflikten und Mobbing gegen ihn und andere Mitarbeiter. Er verblieb als fraktionsloser Abgeordneter in der Hamburgischen Bürgerschaft. Im Januar 2024 trat er auch aus der Partei Die Linke aus. Bei der Bürgerschaftswahl 2025 kandidierte er nicht erneut.